# Octochaunus minusculus
Octochaunus minusculus är en mångfotingart som beskrevs av Carl Graf Attems 1938. Octochaunus minusculus ingår i släktet Octochaunus och familjen fingerdubbelfotingar. Inga underarter finns listade i Catalogue of Life.